# Robótica basada en el comportamiento
La robótica basada en el comportamiento, o la robótica del comportamiento, es un enfoque de la robótica que se centra en aquellos robots capaces de exhibir comportamientos de apariencia compleja a pesar de pequeñas variables del estado interno para modelar su entorno, sobre todo corrigiendo gradualmente sus acciones a través de enlaces sensorio motores.

## Principios de la robótica basados en el comportamiento
La mayoría de los sistemas basados en conducta también son reactivos, lo que significa que no necesitan de programación de representaciones internas para saber a qué parece una silla, o en qué tipo de superficie se mueve el robot. En cambio, toda la información se obtiene de la entrada de los sensores del robot. El robot utiliza esa información para corregir gradualmente sus acciones de acuerdo a los cambios en el entorno.
Los robots basados en el comportamiento (por sus siglas en inglés, BBR) suelen mostrar más acciones biológicas que sus contrapartes de la informática intensiva, que son muy deliberados en sus acciones. Un BBR a menudo comete errores, repite acciones y parece confundido, pero también puede mostrar la cualidad antropomórfica de la tenacidad. Las comparaciones entre BBR e insectos son frecuentes debido a estas acciones. Los BBR a veces se consideran como ejemplos de inteligencia artificial débil, aunque algunos han afirmado que son modelos de inteligencia.

## Historia
La escuela de robots basados en el comportamiento debe mucho a la labor realizada en la década de 1980 en el Instituto Tecnológico de Massachusetts por Rodney Brooks, quien con estudiantes y colegas construyeron una serie de robots con ruedas y patas que utilizan arquitectura subsuntiva. Papeles de Brooks, a menudo escritos con títulos alegres como "La planificación es sólo una manera de evitar averiguar qué hacer a continuación", las cualidades antropomórficas de sus robots y el costo relativamente bajo de desarrollar este tipo de robots, popularizó el enfoque basado en el comportamiento.
El trabajo de Brooks se basa -sea por accidente o no- en dos referencias antecesoras sobre el enfoque basado en el comportamiento. En la década de 1950, W. Grey Walter, un científico inglés con antecedentes en la investigación neurológica, construyó un par de robots basados en tubos de vacío  (válvula termoiónica) que fueron exhibidos en el  Festival de Gran Bretaña en 1951, estos robots tenían sistemas simples pero eficaces de control basados en el comportamiento.
La segunda es libro de Valentino Braitenberg, "Vehículos - Experimentos en Psicología Sintética" (MIT Press) de 1984. Aquí, él describe una serie de experimentos mentales que demuestran cómo simples conexiones  sensores / motores pueden resultar en algunos comportamientos de apariencia compleja como el miedo y el amor.
El trabajo posterior sobre BBR es de la comunidad robótica BEAM, que ha construido sobre el trabajo de Mark Tilden. Tilden se inspiró en la reducción de la potencia computacional necesaria para los mecanismos de los experimentos de Brooks (que utilizaban un microcontrolador para cada pierna), y reduce aún más los requisitos computacionales de los chips lógicos, los transistores basados en electrónica y el diseño de circuitos analógicos.
Una dirección diferente para el desarrollo incluye extensiones de robótica basada en el comportamiento a equipos multi-robot. El enfoque de este trabajo se encuentra en el desarrollo de mecanismos genéricos simples, que resultan en la coordinación del comportamiento del grupo, ya sea implícita o explícitamente.